# Joseph H. Acklen

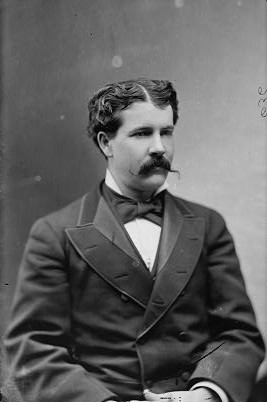
Joseph H. Acklen

Joseph Hayes Acklen (* 20. Mai 1850 in Nashville, Tennessee; † 28. September 1938 ebenda) war ein US-amerikanischer Politiker. Zwischen 1878 und 1881 vertrat er den Bundesstaat Louisiana im US-Repräsentantenhaus.

## Werdegang
Joseph Acklen entstammte einer reichen Familie aus Tennessee, die auch in Louisiana Plantagen besaß. Er erfuhr eine private Erziehung und besuchte dann in den Jahren 1864 und 1865 das  Burlington Military College in New Jersey. Danach studierte er in der Schweiz und in Frankreich. Nach einem anschließenden Jurastudium an der Lebanon Law School in Tennessee und seiner im Jahr 1871 erfolgten Zulassung als Rechtsanwalt begann er in Nashville und später in Memphis in seinem neuen Beruf zu arbeiten.
Acklen entschied sich nach einigen Jahren, seine Anwaltstätigkeit in Tennessee aufzugeben und nach Louisiana zu ziehen, wo er in der Nähe von Patterson eine Zuckerplantage bewirtschaftete. Im Jahr 1876 wurde er Oberst in der Staatsmiliz von Louisiana. Politisch wurde Acklen Mitglied der Demokratischen Partei. Bei den Kongresswahlen des Jahres 1876 unterlag er dem republikanischen Amtsinhaber Chester Bidwell Darrall. Acklen legte aber gegen den Ausgang dieser Wahl Widerspruch ein. Diesem wurde am 20. Februar 1878 stattgegeben. An diesem Tag konnte er sein Mandat im Kongress antreten. Nach einer Wiederwahl konnte er bis zum 3. März 1881 im US-Repräsentantenhaus verbleiben. Im Jahr 1880 verzichtete er auf eine weitere Kandidatur. In den folgenden Jahren arbeitete Joseph Acklen als Anwalt in Franklin. Ein Angebot von Präsident Rutherford B. Hayes, der ihm die Stelle eines Bundesrichters anbot, lehnte er ab. 1882 bewarb er sich erfolglos um die Rückkehr in das US-Repräsentantenhaus.
1885 kehrte Joseph Acklen nach Nashville zurück, wo er als Anwalt arbeitete. Zwischen 1886 und 1894 war er demokratischer Parteivorsitzender im Davidson County. Zwischen 1900 und 1904 gehörte er dem Stadtrat von Nashville an. Außerdem war er in den Jahren 1901 und 1902 Präsident der Anwaltskammer von Tennessee. Von 1903 bis 1907 war Acklen Versicherungsberater der Staatsregierung von Tennessee. Außerdem war er Wildhüter-, Forst- und Fischereibeauftragter zunächst für den Staat Tennessee (1903–1913) und danach bis 1914 für die Bundesregierung. Zwischen 1907 und 1911 fungierte Acklen auch als Präsident einer Eisenbahngesellschaft. Politisch war er zwischen 1923 und 1927 Vorsitzender des Ausschusses zur Überarbeitung der Staatsverfassung von Tennessee. Er wurde auch als Autor zahlreicher Bücher bekannt, die sich vor allem mit Naturthemen wie Fischerei, Wald oder Forst befassten. Joseph Acklen starb am 28. September 1938 in seinem Geburtsort Nashville.

## Familie
Die Eltern von Joseph Hayes Acklen waren Joseph Alexander Smith Acklen und dessen Ehefrau Adelica, geb. Cheatham. Joseph Acklen war mit Jeanette Catherine Acklen (* 11. November 1871; † 2. April 1955), Tochter von Richard Montgomery Tillotson and Mary Agnes Parke aus Leavenworth verheiratet.